# Gmina Koźmin Wielkopolski
Die Gmina Koźmin Wielkopolski (bis 1996 Gmina Koźmin) ist eine Stadt-und-Land-Gemeinde im Powiat Krotoszyński der Woiwodschaft Großpolen in Polen. Ihr Sitz ist die gleichnamige Stadt (bis 1996 Koźmin; deutsch Koschmin, 1943–1945 Horleburg) mit etwa 6500 Einwohnern.

## Geographie

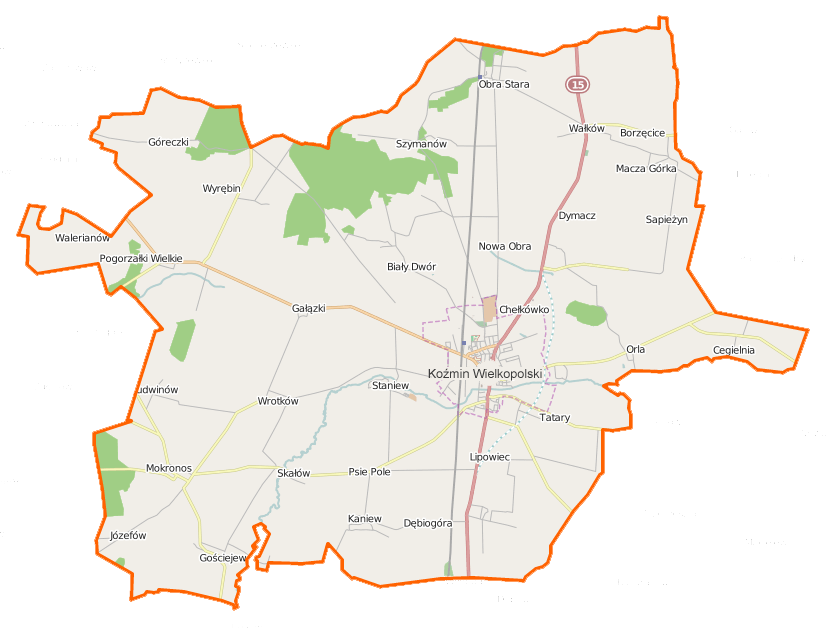
Karte der Gemeinde

Die Gemeinde liegt im Süden der Woiwodschaft, etwa zehn Kilometer von der Grenze zur Woiwodschaft Niederschlesien entfernt. Die Kreisstadt Krotoszyn (Krotoschin) liegt sechs Kilometer südlich, die Woiwodschafts-Hauptstadt Posen etwa 70 Kilometer nordwestlich. Nachbargemeinden sind die Gemeinden Jaraczewo und Jarocin im Norden, Dobrzyca im Nordosten, Rozdrażew im Südosten, Krotoszyn im Süden, Pogorzela im Westen sowie Borek Wielkopolski im Nordwesten.
Die Gemeinde hat eine Fläche von 152,7 km², von der 88 Prozent land- und sechs Prozent forstwirtschaftlich genutzt werden. – Zu den Gewässern gehört die 95 Kilometer lange Orla (Horle).

## Geschichte
Das heutige Gemeindegebiet gehörte unterbrochen durch die deutsche Besatzungszeit im Zweiten Weltkrieg von 1919 bis 1975 zur Woiwodschaft Posen mit unterschiedlichen Zuschnitt. – Die deutsche Minderheit wurde nach dem Weltkrieg vertrieben.
Von 1975 bis 1998 kam das Gemeindegebiet zur Woiwodschaft Kalisz. Der Powiat wurde in dieser Zeit aufgelöst. Die Landgemeinde Koźmin wurde 1954 wiederholt in verschiedene Gromadas umgewandelt und zum 1. Januar 1973 neu geschaffen. Stadt- und Landgemeinde Koźmin wurden 1990/1991 zur Stadt-und-Land-Gemeinde zusammengelegt. Diese gehört seit 1999 zur Woiwodschaft Großpolen und wieder zum Powiat Krotoszyński.

## Gemeindepartnerschaften
- Verwaltungsgemeinde Verwaltungsgemeinschaft Bad Tennstedt (Thüringen)
- Balatonmáriafürdő (Ungarn)
- Bellheim (Rheinland-Pfalz)
- Drimmelen (Niederlande).

## Gliederung
Zur Stadt-und-Land-Gemeinde (gmina miejsko-wiejska) Koźmin mit 13.140 Einwohnern (Stand 31. Dezember 2020) gehören die Stadt selbst und 28 Dörfer mit Schulzenämtern (sołectwa):
| Name               | deutscher Name (1815–1919)         | deutscher Name (1939–45)        |
| ------------------ | ---------------------------------- | ------------------------------- |
| Biały Dwór         | Weißhof                            | Weißhof                         |
| Borzęcice          | Borzencice                         | Radenz                          |
| Borzęciczki        | Gut Radenz                         | Gut Radenz                      |
| Cegielnia          | Cegielnia                          |                                 |
| Czarny Sad         | Czarnysad                          |                                 |
| Dębiogóra          | Eichenhöhe                         | Eichenhöhe                      |
| Gałązki            | Galonski                           | Galonski                        |
| Góreczki           | Gut Goreczki                       | Goretschki                      |
| Gościejew          | Gosciejewo                         | Gostichau                       |
| Józefów            | Josefowo                           |                                 |
| Kaniew             | Kaniewo                            |                                 |
| Lipowiec           | Gut Lipowiec 190?–19 Liepnitz      | Liepnitz                        |
| Mokronos           | Mokronos                           | Mokronos                        |
| Nowa Obra          | Neu Obra                           | Neu Obra                        |
| Orla               | Orla                               | Orla                            |
| Pogorzałki Wielkie | Groß Pogorzalki 1905–19 Pogorzalki | Pogorschalki                    |
| Sapieżyn           | Ladenberg                          | Ladenberg                       |
| Serafinów          | Serafinow                          |                                 |
| Skałów             | Skalow                             | Skalow                          |
| Staniew            | Staniewo                           | Staniewo                        |
| Stara Obra         | Alt Obra                           | Alt Obra                        |
| Suśnia             | Susnia                             |                                 |
| Szymanów           | Szymanowo                          | Schymanowo                      |
| Tatary             | Grembow Abbau                      |                                 |
| Walerianów         | Walerianowo                        | Walerianowo                     |
| Wałków             | Walkow                             |                                 |
| Wrotków            | Wrotkow                            | 1939–43 Wrotkow 1943–45 Rottkau |
| Wyrębin            | Wyrembin                           | Wyrembin                        |

Kleinere Ortschaften und Siedlungen sind Dębówiec (Dembowitz), Dymacz (Dymatsch), Góreczki (Siedlung), Klatka (Kladka), Ludwinów, Mogiłka (Mogielka), Mycielin (Mycielin 1939–45: Mitschelin), Orlinka (Orlinka), Paniwola (Paniwola), Pogorzałki Małe (Klein Pogorzalki), Psie Pole (Hundsfeld 1939–45: Hundsfeld) und Wrotków (Siedlung).

## Verkehr
Auf der Bahnstrecke Oleśnica–Chojnice besteht nur noch geringer Personenverkehr zwischen Krotoszyn und Jarocin (Jarotschin). Der Hauptort hat einen Bahnhof, der Haltepunkt Obra Stara im Dorf Stara Obra liegt im Norden der Gemeinde.